# Nevšímejte si žádných pravidel

Nákres popisující možný postup pro užití principu

Ignorujte všechna pravidla je princip, který na internetové encyklopedii Wikipedii, na níž jinak pro přispěvatele platí řada pravidel, umožňuje uživatelům ve zvláštních situacích pravidla přehlížet v zájmu vylepšení či údržby encyklopedie, která by jinak z různých důvodů pravidla porušovala.

## Historie
Iniciátorem principu ignorování všech pravidel byl spoluzakladatel Wikipedie Larry Sanger, jehož záměrem bylo uživatelům, kteří chtějí do encyklopedie s dobrou vůlí přidávat obsah, tento krok v principu usnadnit. Princip je od jeho vzniku předmětem různých diskuzí, esejí a kritiky.
Na anglické Wikipedii byl princip zaveden již v jejích počátcích jako jedno ze závazných pravidel. Tvůrce principu Sanger nicméně později uvedl, že celý princip měl být chápán jako ironie a jeho skutečnou implementaci do encyklopedie nezamýšlel.